# سربست (دشتستان)

نخلستانهای روستای سربست

بهار در روستای سربست

سربست، روستایی از توابع بخش سعدآباد در شهرستان دشتستان استان بوشهر ایران است.
این روستا در میان دو رود دالکی و شیرین، واقع شده‌است؛ و در زمینه وجه تسمیه نام این روستا می‌توان گفت که نام آن از واقع شدن روستا بر سرِ بست (مرز) سعدآباد، دالکی و نظرآقا آمده‌است. عمده فعالیت مردمان سربست باغداری (خرما) و کشت گندم و جو می‌باشد. سربست همانند دیگر مناطق استان بوشهر، دارای تابستانی گرم، و گاه همراه با رطوبت بالا، و زمستانی معتدل و دلنشین است. بخش عمده جمعیت روستا شامل دو طایفه سادات حسینی و قائدان فرخی می‌شود.

## جمعیت
این روستا در دهستان زیرراه قرار داشته و بر اساس سرشماری سال ۱۳۸۵ جمعیت آن ۶۷۹نفر (۱۳۲خانوار) می‌باشد.